# Briana Loves Jenna
Briana Loves Jenna – film pornograficzny z 2001 r. z udziałem aktorek erotycznych Briany Banks i Jenny Jameson w reżyserii Jaya Grdiny (pod pseudonimem Justin Sterling). Był to pierwszy film wyprodukowany przez ClubJenna, firmę zajmującą się rozrywką, głównie produkcją filmów dla dorosłych, założoną przez Jenna Jameson i Jaya Grdinę. Zdobył dwie nagrody AVN, za najlepiej sprzedającą się produkcję i najczęściej wypożyczany tytuł pornograficzny roku 2002. Przy kosztach produkcji 280 tysięcy dolarów, film w pierwszym roku przyniósł zyski około miliona dolarów. Film był także powrotem Jameson na rynek po kilku latach nieobecności; był reklamowany hasłem "Jenna. Jej pierwsza scena B/G (Boy/Girl – chłopak/dziewczyna) od ponad 2 lat".
Począwszy od tego filmu jak i  każdym następnym, Jenna Jameson w scenach seksu heteroseksualnego występowała wyłącznie z Jayem Grdiną, jej późniejszym mężem.